# Brasil-Perlmutt-Buntbarsch
Der Brasil-Perlmutt-Buntbarsch („Geophagus“ brasiliensis), oft auch Perlmutt-Erdfresser oder Brasilperlmutterfisch genannt, ist eine Buntbarschart aus dem östlichen Südamerika. Er kommt in Flüssen des südlichen Brasilien zwischen Recife und der Grenze zu Uruguay vor.

## Merkmale
Der Brasil-Perlmutt-Buntbarsch wird maximal 28 Zentimeter lang, ist jedoch schon bei einer Länge von 8 bis 10 Zentimeter geschlechtsreif. Der Körper ist hoch und seitlich abgeflacht. Die Grundfarbe ist helloliv bis mittelbraun. Eine vertikale Binde tarnt das Auge. Dunkle Flecken auf den Körperseiten sind, je nach Stimmung, mehr oder weniger deutlich. Die Schuppen auf den Körperseiten und die unpaaren Flossen zeigen einen perlmuttartigen Glanz. Bei den Männchen sind die Farben stärker ausgeprägt, ihre Flossen sind länger ausgezogen, im Alter entwickeln sie einen Stirnbuckel. Weibchen sind meist deutlich kleiner.
Flossenformel: Dorsale XIII–XVII/9–13, Anale III/7–10.

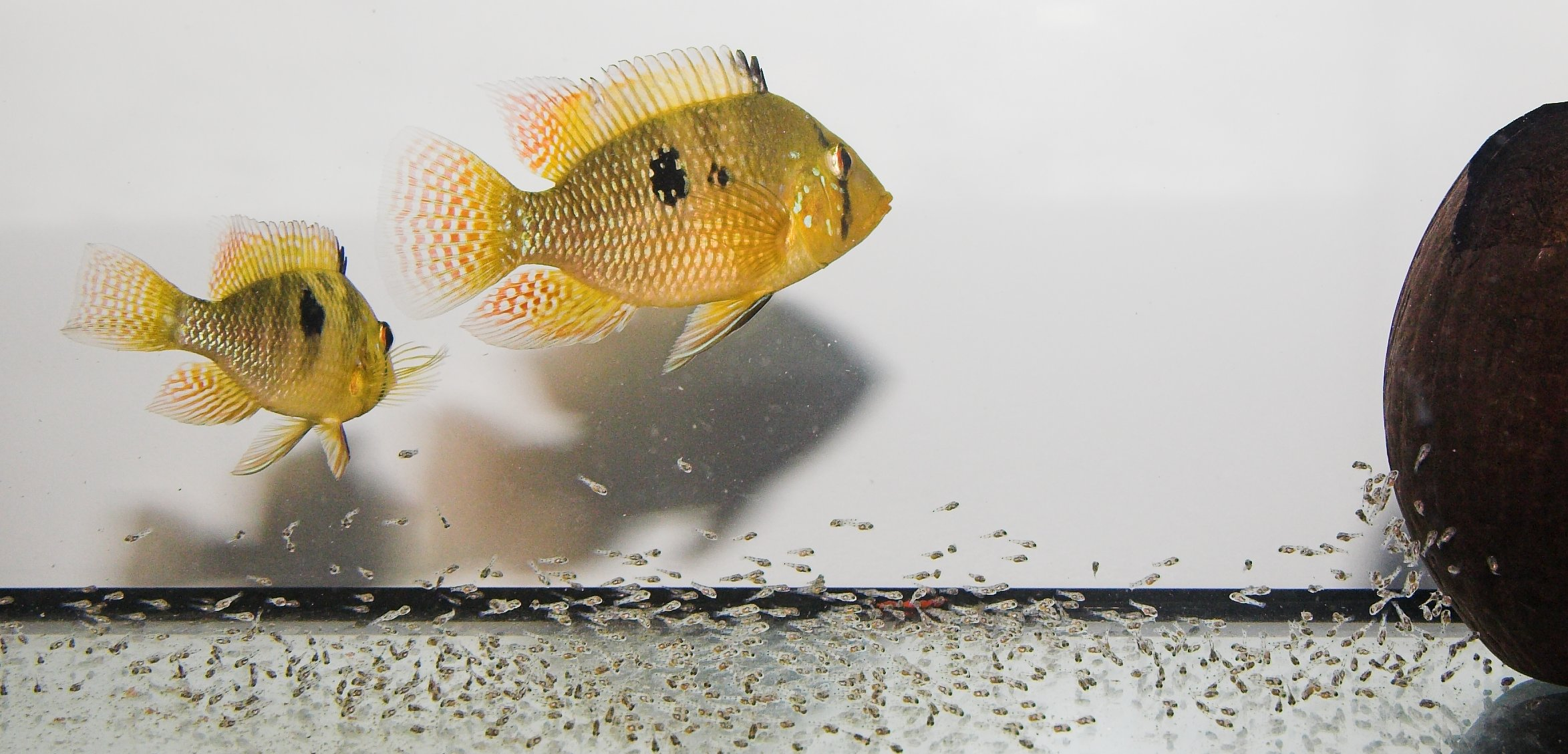
Brasil-Perlmutt-Buntbarschpaar mit Jungfischschwarm in einem sterilen Zuchtaquarium. Das Männchen ist das größere Tier.

## Ökologie
„Geophagus“ brasiliensis bewohnt in erster Linie kleinere Fließgewässer und Flüsse des Klarwassertyps und zwar sowohl in gebirgigen Höhenlagen als auch im Küstentiefland. Dieser Erdfresser wird aber auch in Seen, Teichen, Gräben und Kulturgewässern angetroffen. Offenbar verfügt „Geophagus“ brasiliensis über eine hohe Salinitätstoleranz, denn es liegen auch Nachweise aus Mangrovenwäldern sowie ein Einzelnachweis im küstennahen Meerwasser bei Santos vor.

## Fortpflanzung
Brasil-Perlmutt-Buntbarsche sind Substratlaicher. Das umfangreiche Gelege umfasst bis zu 1000 Eier und wird auf eine feste Unterlage, üblicherweise einen Stein gelegt. Vor allem das Weibchen betreut das Gelege, während das Männchen meist einen größeren Anteil an der Revierverteidigung hat. Abhängig von der Wassertemperatur schlüpfen die Jungfische nach drei bis vier Tagen und werden anschließend, bis zum Freischwimmen nach weiteren vier bis acht Tagen, in einer Grube am Gewässerboden untergebracht. Nach dem Freischwimmen werden die Jungfische von beiden Eltern geführt.

## Systematik
Der Brasil-Perlmutt-Buntbarsch gehörte ursprünglich zur Gattung Geophagus, wurde jedoch durch den schwedischen Ichthyologen Sven O. Kullander bei einer Revision der Gattung aus Geophagus ausgegliedert. Da für ihn und eine Reihe weiterer südostbrasilianischer Buntbarscharten, die ursprünglich zu Geophagus gehörten, kein neuer Gattungsname zur Verfügung steht, wird die Gattungsbezeichnung „Geophagus“ in Anführungsstrichen weiter verwendet. Der Brasil-Perlmutt-Buntbarsch bildet mit neun verwandten Arten die „Geophagus“ brasiliensis-Artengruppe die die Schwestergruppe von Microgeophagus ist.
- „Geophagus“ diamantinensis (Mattos et al., 2015).
- „Geophagus“ iporangensis (Haseman, 1911).
- „Geophagus“ itapicuruensis (Haseman, 1911).
- „Geophagus“ multiocellus (Mattos & Costa., 2018).
- „Geophagus“ obscurus (Castelnau, 1855).
- „Geophagus“ rufomarginatus (Mattos & Costa., 2018).
- „Geophagus“ santosi (Mattos & Costa., 2018).
- „Geophagus“ sp. Doce
- „Geophagus“ sp. Upper Contas

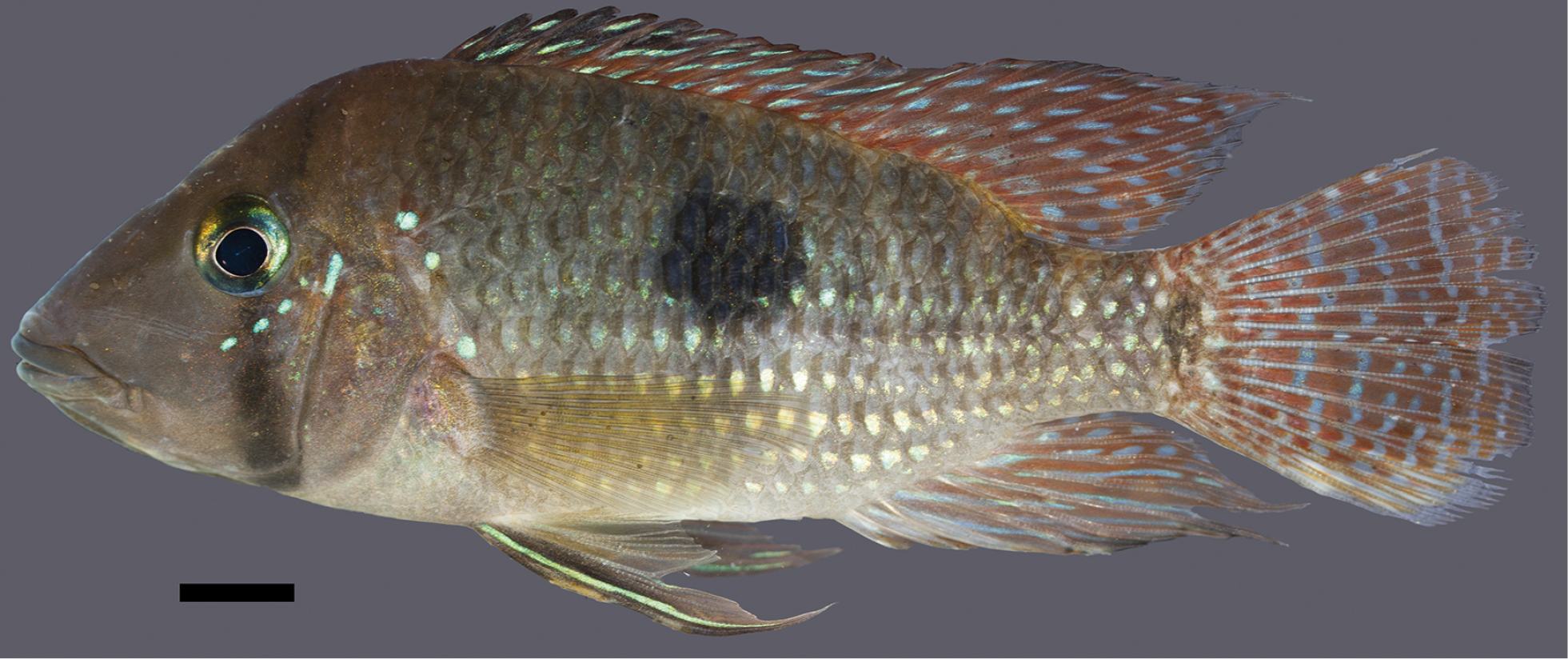
„G.“ multiocellus
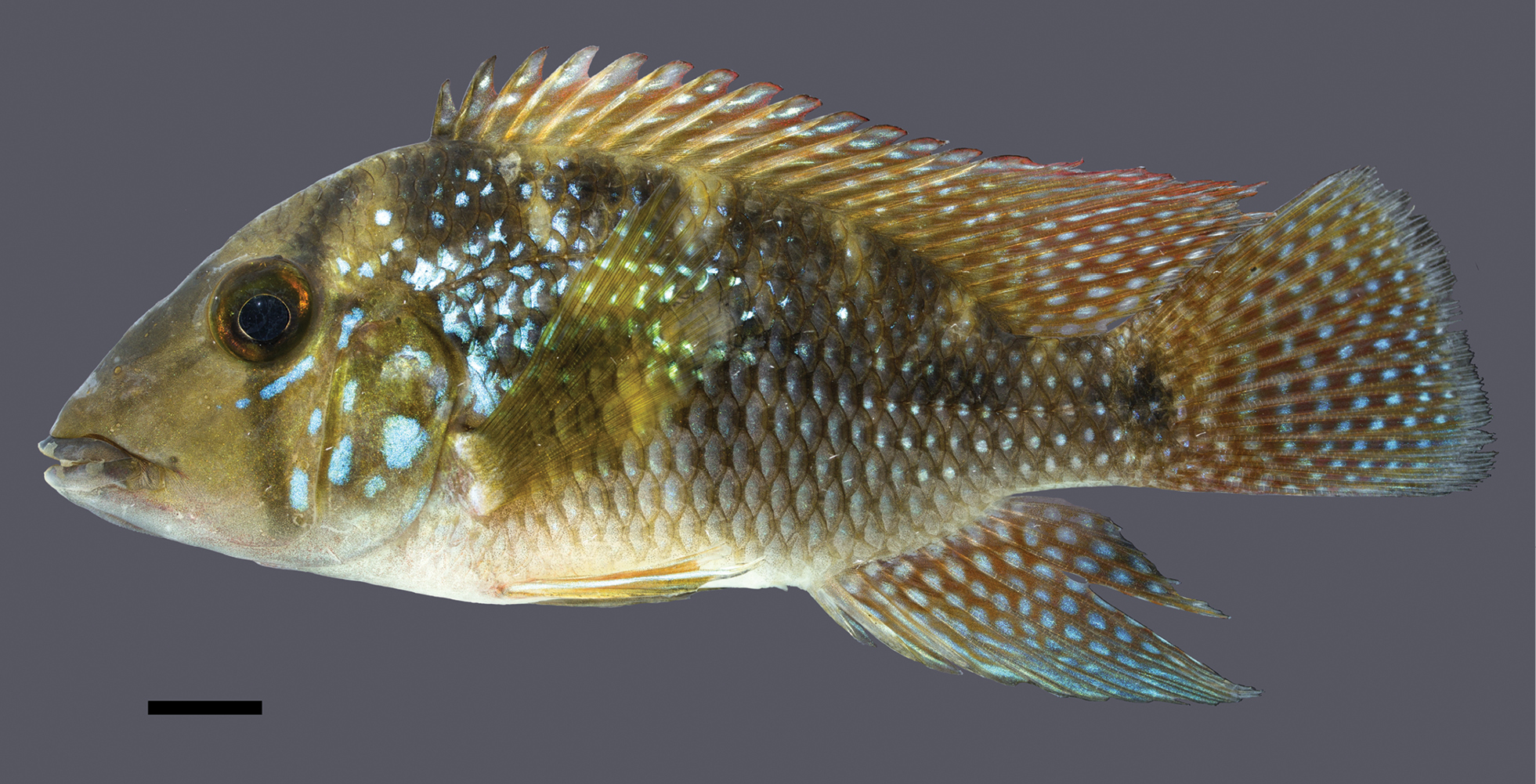
„G.“ rufomarginatus
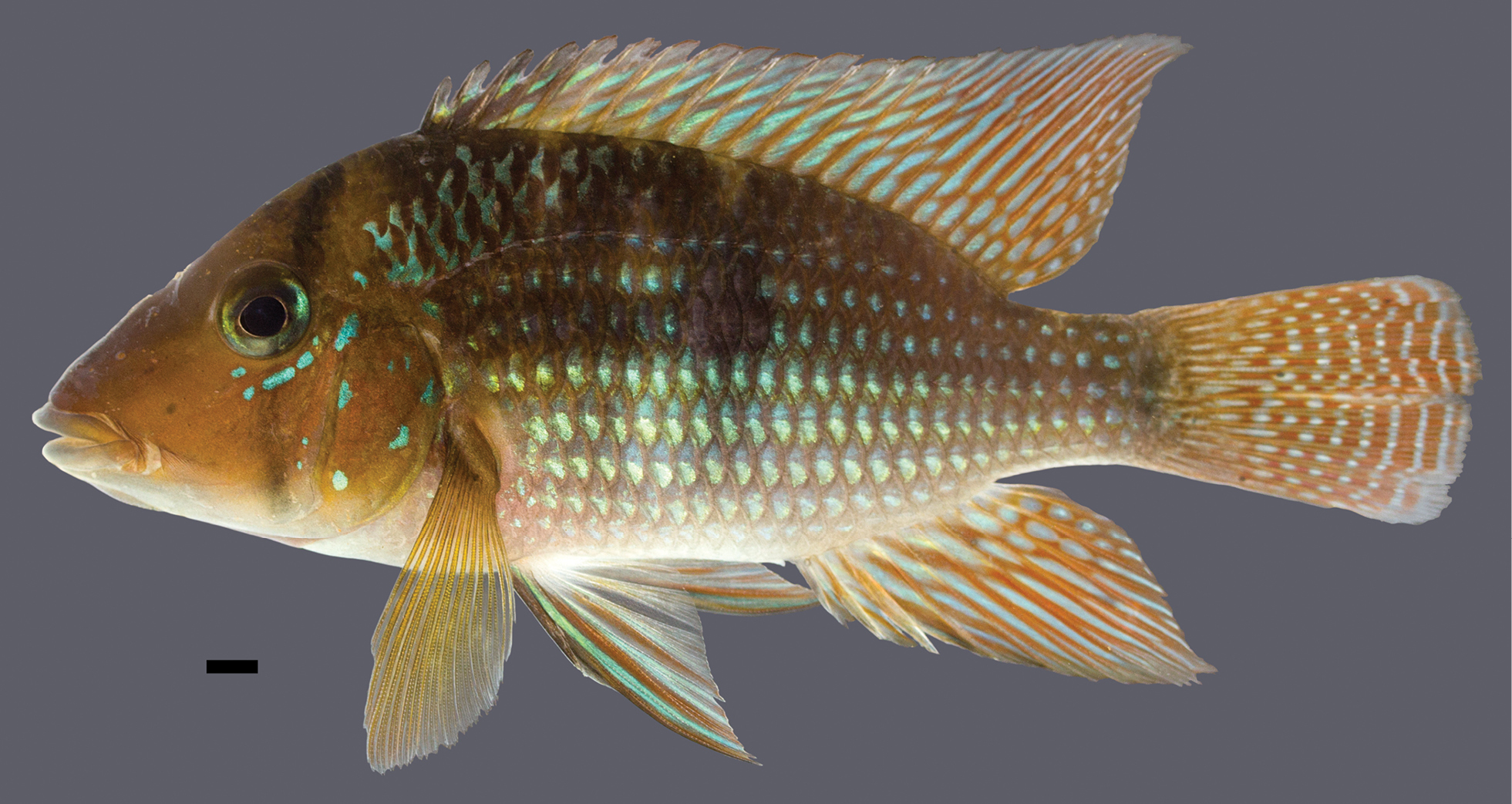
„G.“ santosi